# Conus leobottani
Conus leobottani é uma espécie de gastrópode do gênero Conus, pertencente a família Conidae.